# Moonemee Phongsatorn
Moonemee Phongsatorn – tajski zapaśnik w stylu klasycznym.
Złoty medalista igrzysk Azji Południowo-Wschodniej w 2011 roku.